# Arts de la table
Les arts de la table sont les arts associés aux repas pris en commun, à la présentation et au service des mets, à la conversation et à la civilité, à la décoration du mobilier, des ustensiles et aux lieux destinés aux plaisirs gastronomiques ou œnologiques. Ils intègrent la connaissance des mets, des boissons, de la verrerie et de la cristallerie, de la porcelaine et de la faïence, de la disposition de la vaisselle (et des convives), de la décoration de la table, des façons de recevoir les hôtes, de l'étiquette, des manières de table, du service, des menus…
Les arts de la table évoluent dans le temps, ainsi l'usage de la fourchette ne s'est répandu que sous Henri III.
Ils se pratiquent tant sur le plan privé avec les repas familiaux et amicaux, que dans le domaine politique et diplomatique, et aussi commercial et professionnel avec la restauration.
Dans le commerce et la distribution, le terme d'« arts de la table » regroupe les articles de vaisselle, de linge de table et de décoration vendus en magasin : assiettes, verres, couverts de table, ustensiles de cuisine, serviettes et nappes, chandeliers.

## Disposition de la table

### Disposition classique de la table

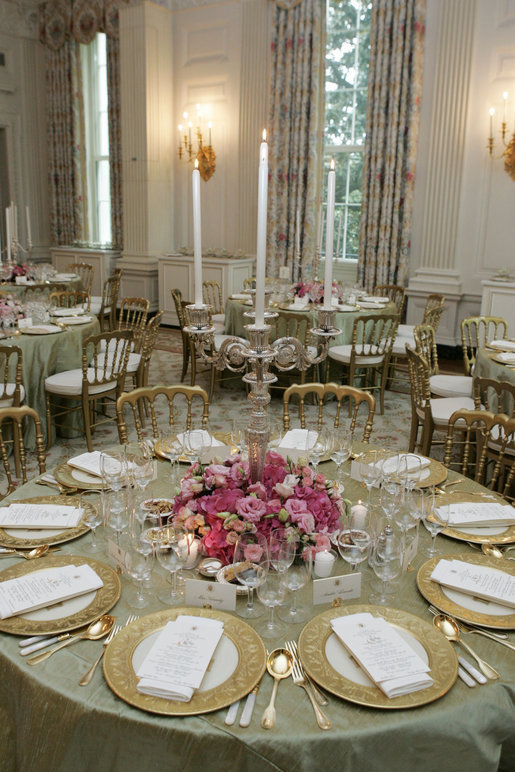
Dressage des tables pour un dîner d'état à la Maison-Blanche.

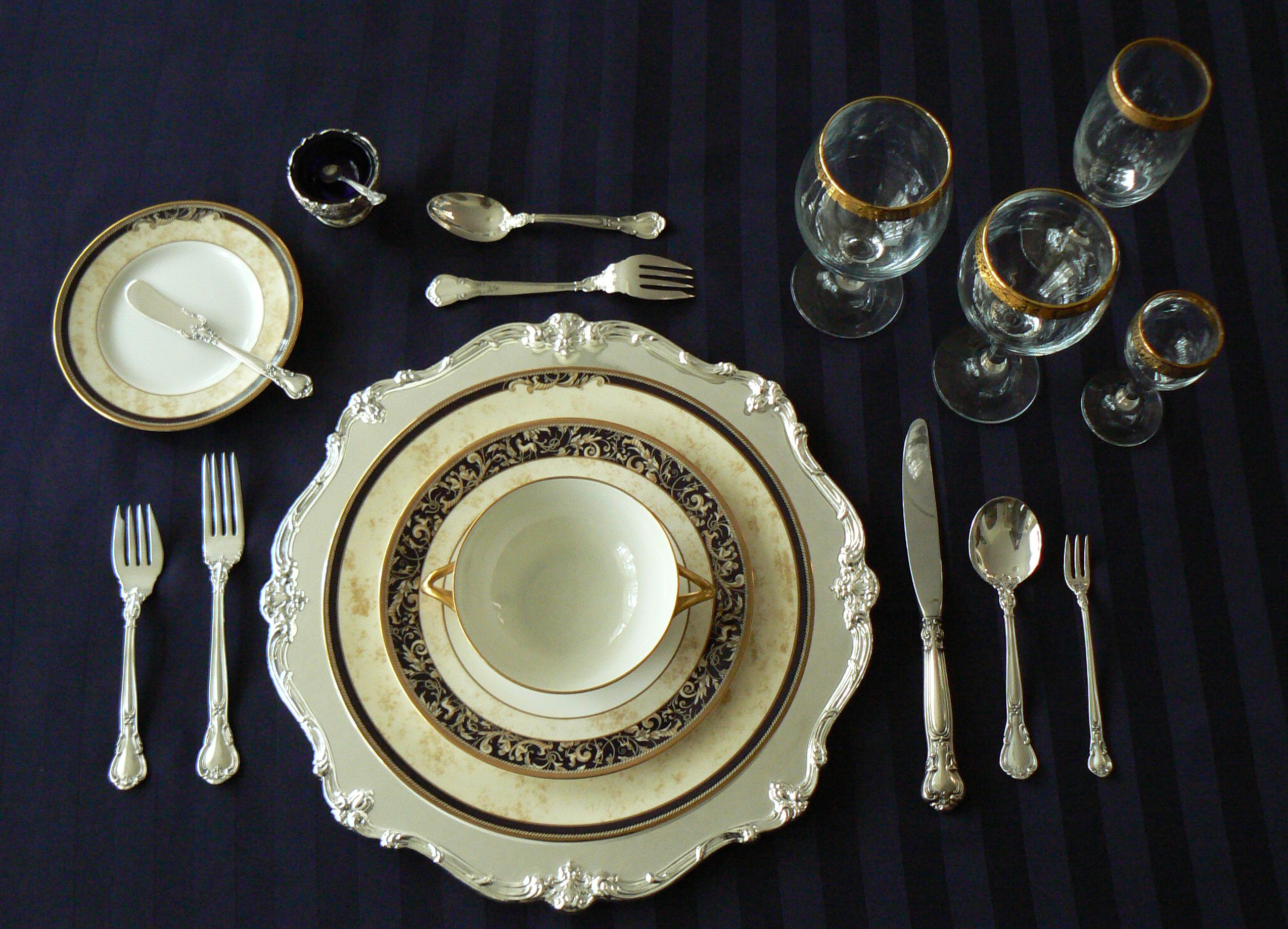
Variante de disposition des verres.

La disposition de la table est essentielle ; elle indique le degré d'attention porté au repas qui va être servi. Nappe de table ou set de table et serviette de table sont coordonnés ou assortis.
Les plis du nappage sont repassés sur la table même afin d'obtenir une surface totalement plate. Pour les tables rectangulaires, il est admis de ne repasser que les plis de la largeur.
Le rond de serviette, d'usage plutôt familial, peut être utilisé pour l'accueil d'amis et servir à la décoration. La grande serviette qui accompagne les fruits de mer ou le homard est ôtée lorsqu'on dessert les assiettes.

Disposition classique.

En Occident, on réserve à chaque convive un espace de 60 à 70 cm sur lequel on dispose assiettes, couverts et verres. Cet espace, souvent mesuré avec un mètre-ruban, permet à chacun de se sentir à l'aise. Pour une table ronde, l'espace est de minimum 30 cm entre deux assiettes.
Celles-ci sont placées à 1 ou 2 cm du bord de la table, éventuellement sur une sous-assiette qui ne sera retirée que pour le dessert. Lorsque l'assiette creuse à potage est présentée sur l'assiette plate, toutes deux doivent être desservies ensemble.
- Les couverts, immaculés, sont disposés de part et d'autre de l'assiette, dans leur ordre d'utilisation, soit de l’extérieur vers l’intérieur.
- Les fourchettes sont placées dents contre la nappe dans le dressage « à la française » ou vers le haut « à l'anglaise »[2], cette disposition déterminant aussi celle des cuillères (bombé vers le haut ou vers le bas)[3].
- À droite se trouvent cuillère à potage, couteau à poisson et couteau pour la viande, côté tranchant vers l’intérieur ; de même les fourchettes à huîtres et à escargots.
- Les autres fourchettes sont disposées à gauche de l'assiette.
- Les couteaux à fromage, cuillère à dessert, et les fourchettes et couteaux plus petits pour les entremets sont placés devant l’assiette ou apportés en même temps que le mets.

Les verres, idéalement en cristal, sont rangés selon leur taille, dans un ordre décroissant, de gauche à droite : le verre à eau, un ou deux verre(s) à vin rouge, le verre à vin blanc ou la flute à champagne. Les verres à vin rouge ont une forme différente selon le type de breuvage (bourgogne ou bordeaux), et sont remplis à moitié.
La table peut comporter un surtout de table, plateau qui orne son centre, où l'on place les salières, sucriers, etc. et, éventuellement, des fleurs peu parfumées ou des bougies allumées avant que les convives ne gagnent la table. À défaut de surtout, des petites salières sont placées tout au long de la table.
Les rince-doigts, apportés après le service de crustacés ou d’asperges, se placent à la gauche des couverts.
Le choix du linge, de la vaisselle, des couverts, des verres, de la décoration et leur appariement dépend non seulement de l'état de fortune mais aussi des connaissances de l'organisateur en matière d'argenterie et de dinanderie, de style, de textile, de classes sociales, d'us et coutumes, et encore de cérémonie ; le manque de connaissance, ou d'argent, peut être compensé, lors des repas familiaux ou d'amis, par l'expression de la personnalité qui se marque dans la créativité de la décoration.

#### Plan de table

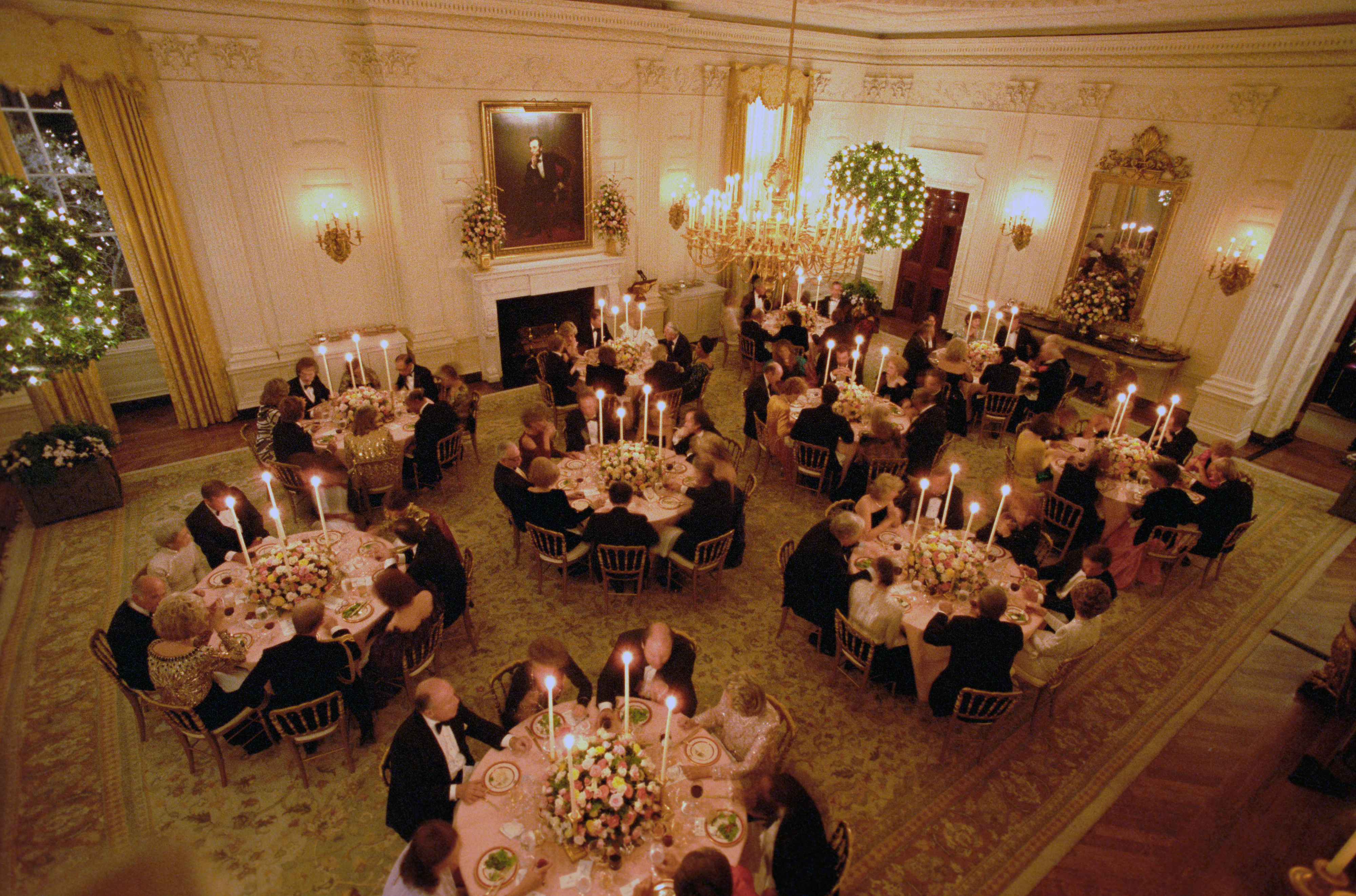
Alternance homme-femme.

Des affinités ou antipathies des personnes placées côte à côte dépend très largement l'ambiance, et donc la réussite du repas.
La bonne connaissance des invités est donc également essentielle pour déterminer le plan de table (généralement associé à des porte-noms de table et des marque-places) en fonction de règles précises :
- maître et maîtresse de maison se font face, au milieu de la table ;
- à leur droite sont les places d'honneur : une dame près du maître de maison, un homme près de la maîtresse de maison. Si les invités d'honneur sont deux couples, la femme du premier couple sera assise à la droite du maître de maison et le mari du deuxième couple à la droite de la maîtresse de maison. Si tous les invités ont la même importance, les places d’honneur sont attribuées aux personnes invitées pour la première fois, puis aux personnes les plus âgées et ensuite selon l'importance de la fonction ou de la profession ;
- les jeunes mariés d'une année peuvent être près l'un de l'autre ; tous les autres couples sont séparés dans le respect de l'alternance « un homme, une femme » ;
- par superstition, le nombre de personnes ne peut être 13.

### Disposition contemporaine et créative de la table
Tout en intégrant les codes à l'ancienne de la mise à table décrits ci-dessus, la table contemporaine valorise aujourd'hui le design, les formes nouvelles, les couleurs, les thèmes, en jouant avec les lieux (sur le bar de sa cuisine, sur la terrasse, sur la table basse du salon, sur les quais de la Seine…), et la vaisselle, assortie ou dépareillée, pour créer une ambiance étonnante et créative qui reflète la personnalité des convives. La table se personnalise. L'utilisateur, en dressant sa table, est un créateur.

## Service
Le service a ses règles : 

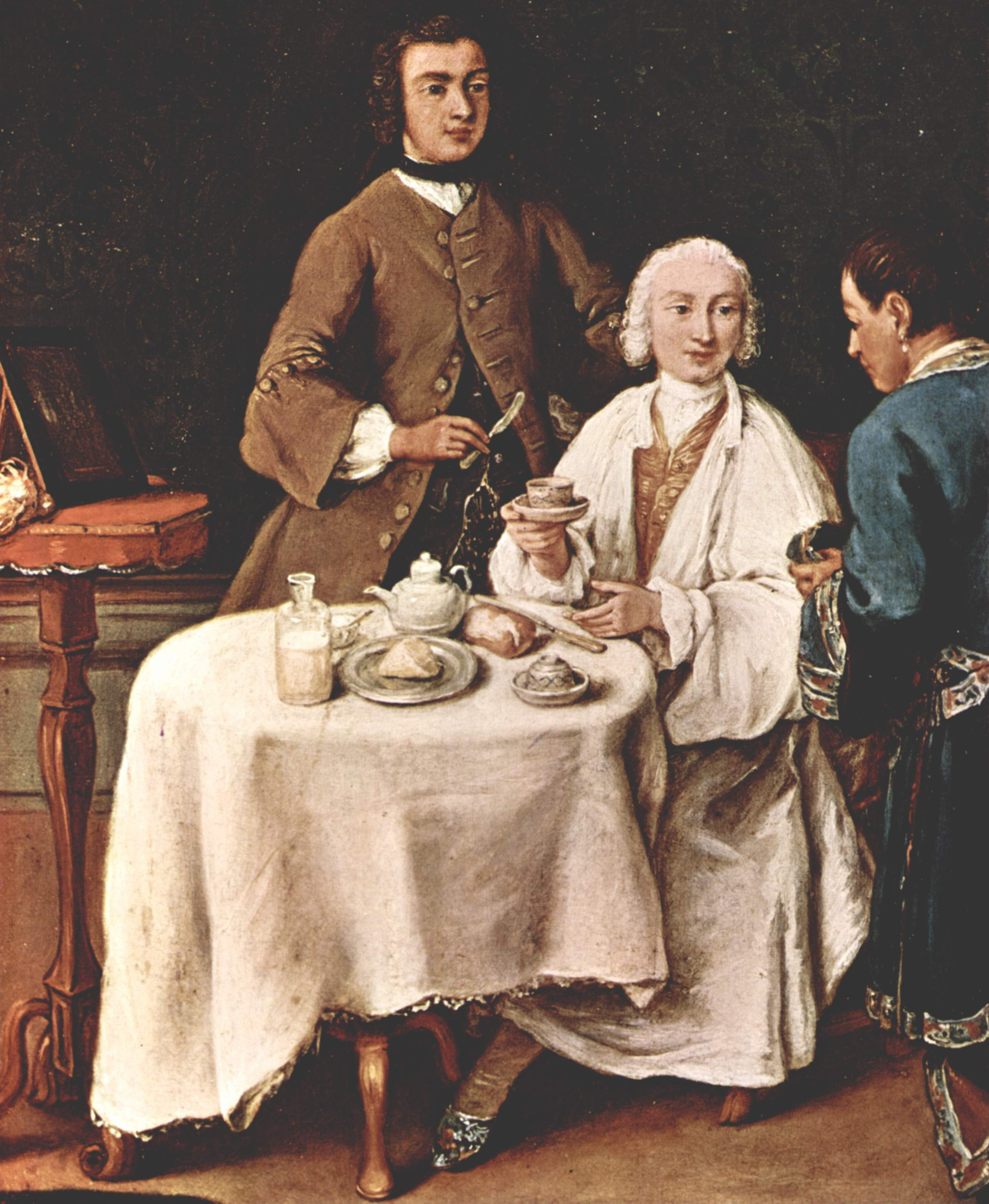
Visite d'un lord, de Pietro Longhi (vers 1746).

- présentation des mets par la gauche du convive, remplissage des verres par la droite[4] ;
- double présentation des mets — sauf pour le potage, la salade, le fromage et les fruits ;
- retrait des assiettes et couverts salis par la droite, remplacement des propres par la droite. Le fait de tourner autour de la table dans le sens des aiguilles d'une montre permet de voir « son chemin », de débarrasser et de placer les assiettes sales les unes sur les autres, discrètement, dans le dos du client, et de ne pas passer devant lui avec le bras. En Angleterre, c'est l'inverse qui est généralement préconisé ;
- normalement, les plats sont découpés en cuisine ou devant les convives par le maître de maison.

Le service commence par les dames : d'abord la première dame assise à la droite du maitre de maison, puis celle à sa gauche, puis celle en face ; il se poursuit par la seconde assise à sa droite, la seconde à sa gauche, etc., jusqu'à arriver à la maîtresse de maison.
On sert ensuite les messieurs, dans le même ordre mais par rapport à la maîtresse de maison, en terminant systématiquement par le maître de maison, et l'on veille à présenter les meilleurs morceaux aux invités d'honneur, féminins ou masculins…

## Économie et évolution des pratiques sociales
Les arts de la table sont issus de longues traditions et traduisent les évolutions de la société et de la place de l'homme vis-à-vis de l'alimentation.
Ils constituent un marché en pleine évolution, avec la régression des pays européens face aux pays de l'Asie du Sud-Ouest[Quoi ?]. Entre 2000 et 2005, les importations en provenance de la Chine dans le secteur des arts de la table ont plus que doublé.

## Galerie

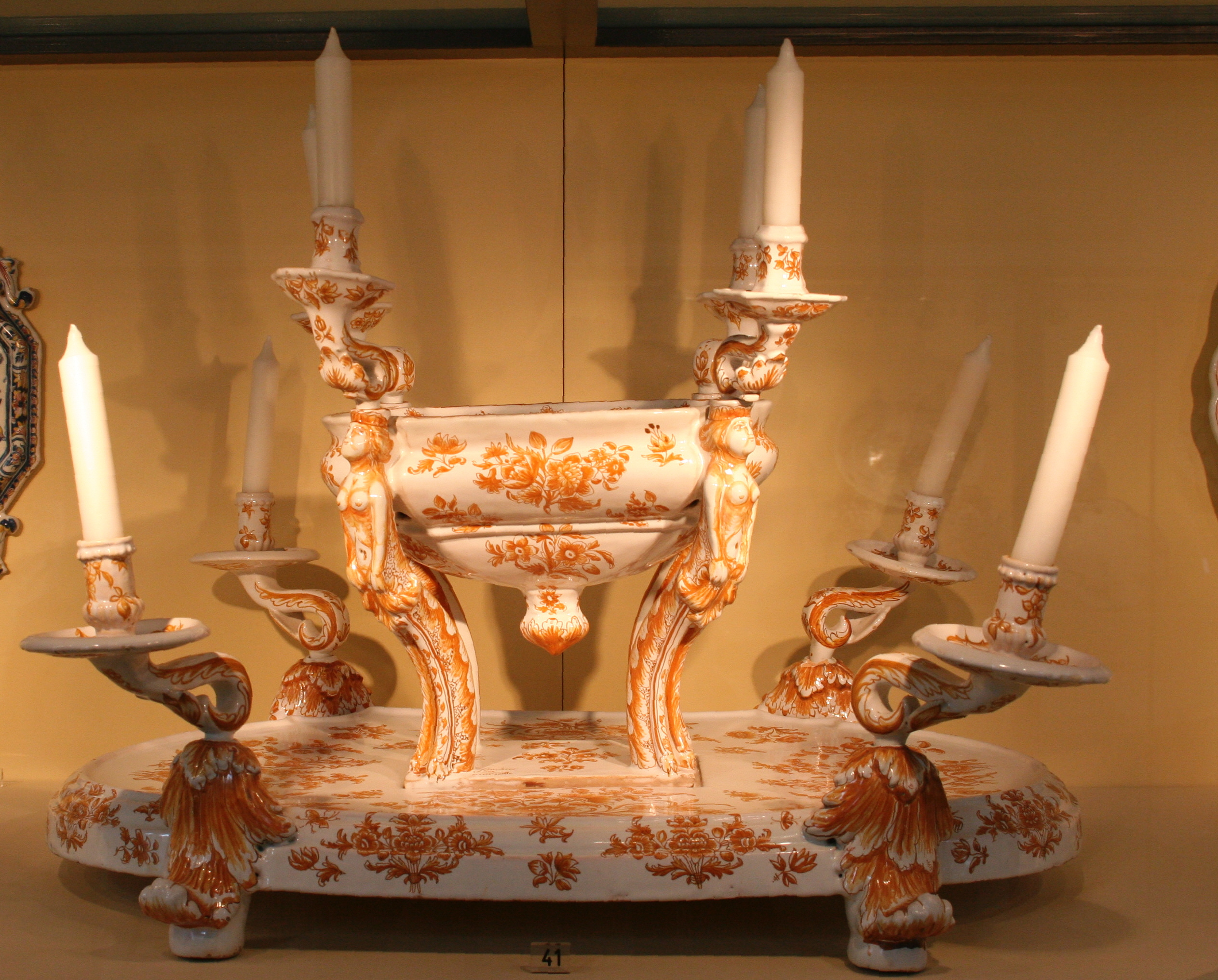
Surtout de table à huit bras de lumière.
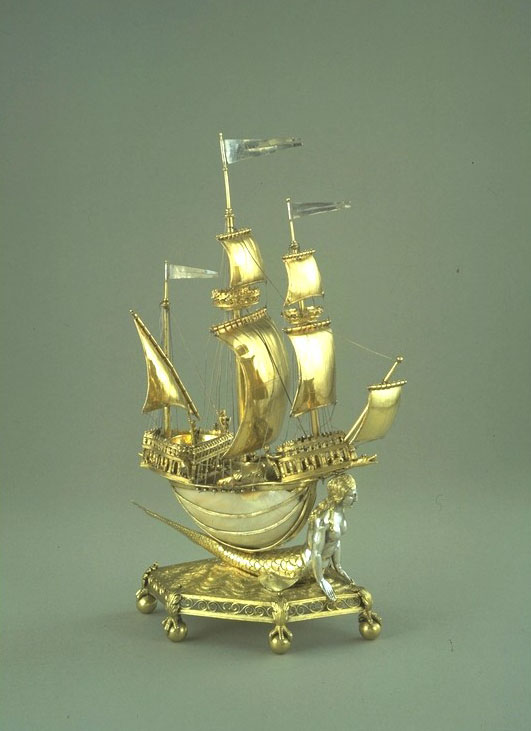
Nef de table du XVIe siècle, dite nef Burghley.
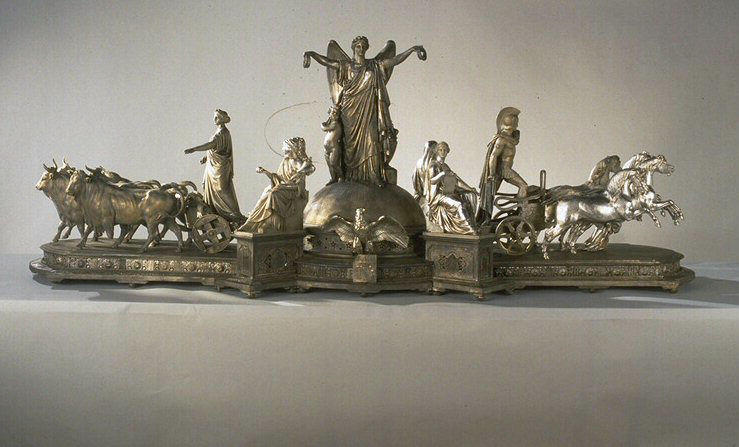
Surtout de table « à cent couverts » de Napoléon III (Musée des arts décoratifs de Paris).
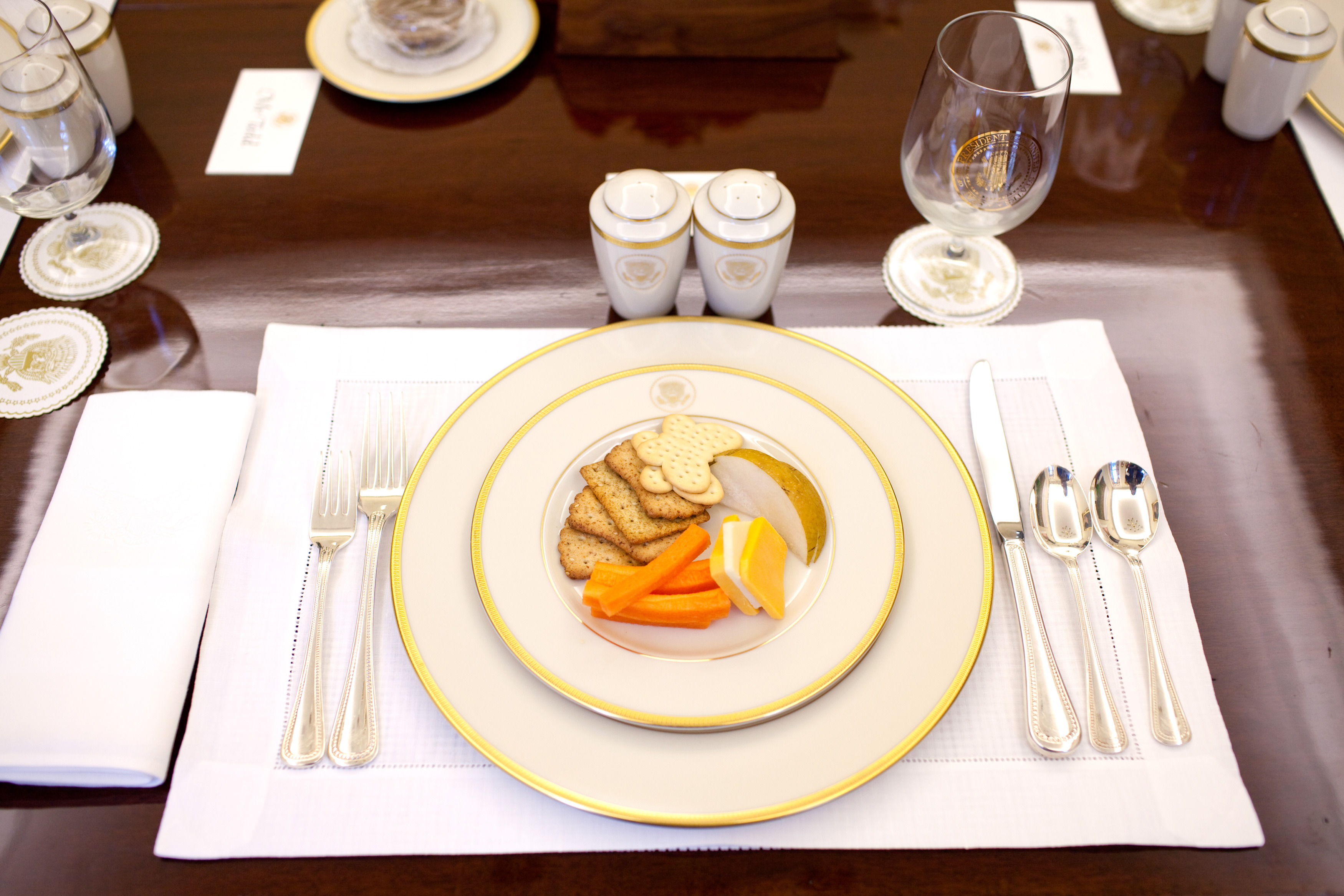
Assiette dressée.